# La sirena varada (canción)
«La sirena varada» es el título de una canción del grupo español de rock and roll Héroes del Silencio, perteneciente a su álbum El espíritu del vino, publicado en abril de 1994 como el 4° sencillo del álbum.

## Formato
"La sirena varada" fue publicado por primera vez con motivo de la salida al mercado del álbum El espíritu del vino, en junio de 1993, siendo este tema el corte n.º 5 del mismo. Posteriormente apareció como sencillo en CD, en solitario, en abril de 1994. Además ha sido incluida en los discos: Parasiempre (versión en directo, 1996), Edición del Milenio (2000), Canciones 1984-1996 (2000), Antología Audiovisual (2004), The Platinum Collection (2006) y Tour 2007 (2007).

## Listas de éxitos
A pesar de ser una de las canciones más comerciales del disco, y de estar varias semanas en los primeros lugares de los 40 principales, "La sirena varada" no llegó a ser número 1 de esta lista.

## La canción
Con "La sirena varada" la música de Héroes vuelve a todas las reminiscencias marinas que tuvieron muchos de los temas de El mar no cesa. La letra, a cargo de Enrique Bunbury está basada en la obra literaria La sirena varada (1934), una obra de teatro del escritor asturiano Alejandro Casona, en la que un grupo de personas deciden vivir al margen de la sociedad en un mundo imaginario, donde aparece el personaje de Sirena, que cambiará los acontecimientos. En la canción, Bunbury anima a la sirena a volver al mar, en una defensa de la imaginación ante el sentido común.
La música es muy melódica, próxima a baladas como "Flor de loto", con un estribillo suave que la convirtieron rápidamente en uno de los estandartes del grupo. En el cuadernillo central del disco, en que cada tema venía representado por un símbolo, el que corresponde a "La sirena varada" incluye un ojo divino vigilando una procesión de elefantes que rodean a varios símbolos, entre ellos un corazón.
Es uno de los temas favoritos de sus aficionados, por lo que Héroes la han interpretado en la mayoría de sus conciertos. Además es también una de las canciones que suelen interpretar en versión acústica por ser muy melódica.

## Videoclip

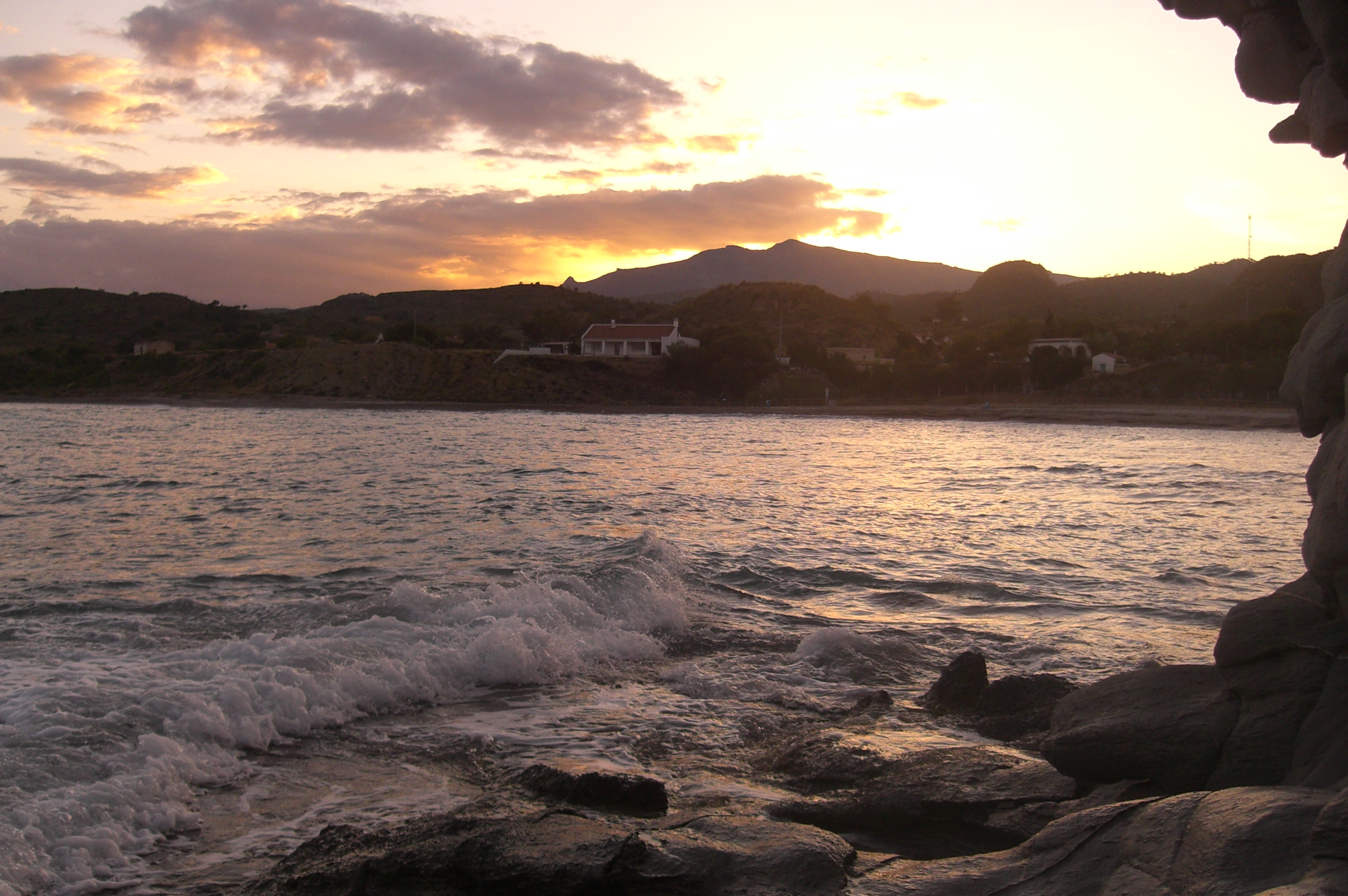
Imagen de una de las calas de Villajoyosa donde se grabó el videoclip de La sirena varada

El videoclip de este tema fue realizado por Video Inferno, y en esta ocasión su director fue el británico John Clayton, que ya había grabado para Texas y Jesus & Mary Chain entre otros.
Está grabado por una parte con el grupo en unas grandes bodegas donde se pueden ver enormes tinajas y barriles, ubicados en una antigua cartuja de Talamanca de Jarama; y por la otra con una actriz que representa a la sirena, con un llamativo vestido rojo, en una playa de Villajoyosa (Alicante).
Es un vídeo con múltiples motivos marineros, bastante sencillo, que combina momentos del grupo tocando en una bodega con otros de la sirena en la playa. Es el primer vídeo del grupo en el que aparece su nuevo componente, el guitarrista mexicano Alan Boguslavsky. Tuvo una importante difusión en cadenas de televisión musicales de España e Hispanoamérica.